# Czarna Hańcza
A Czarna Hańcza (belarusz nyelven Чорная Ганча, litvánul Juodoji Ančia) a Nyeman bal oldai mellékfolyója Lengyelországban a Podlasiei vajdaságban és Fehéroroszországban a Hrodnai területen.
A Czarna Hańcza a Hańcza-tóból ered a Podlasiei vajdaságban, és túlnyomó részben kelet felé folyik. Áthalad Suwałki városon és keresztülfolyik a Wigry Nemzeti Parkban található Wigry-tavon. Miután keresztezi a határt Fehéroroszország felé, az utolsó kilométereken a folyóvíz nagyobb részét egy csatornán keresztül egyenesen a Nyemanba vezetik. Maga a folyó elkanyarodik észak, majd kelet felé, közben balról beletorkollik a Marycha. A Nyemanba torkollás előtti utolsó 500 méteren a Czarna Hańcza képezi a határt Fehéroroszország és Litvánia között.
A folyó teljes hossza 142 kilométer, ebből 108 kilométer lengyel területen. A vízgyűjtő területe 1916 km², ebből 1613 km² lengyel területen.
A Czarna Hańcza a kajakozók egyik népszerű útvonala.
Az Augustówi-csatorna összeköti a Czarna Hańcza alsó folyását a délnyugatra fekvő Narew és Biebrza folyókkal.

## Fordítás
- Ez a szócikk részben vagy egészben  a   Czarna Hańcza című angol Wikipédia-szócikk ezen változatának fordításán alapul.  Az eredeti cikk szerkesztőit annak laptörténete sorolja fel. Ez a jelzés csupán a megfogalmazás eredetét és a szerzői jogokat jelzi, nem szolgál a cikkben szereplő információk forrásmegjelöléseként.
- Ez a szócikk részben vagy egészben  a   Czarna Hańcza című német Wikipédia-szócikk ezen változatának fordításán alapul.  Az eredeti cikk szerkesztőit annak laptörténete sorolja fel. Ez a jelzés csupán a megfogalmazás eredetét és a szerzői jogokat jelzi, nem szolgál a cikkben szereplő információk forrásmegjelöléseként.